# Mauritia
Mauritia é um gênero botânico pertencente à família Arecaceae. Na classificação taxonômica de Jussieu (1789), Mauritia é o nome de um gênero botânico, da ordem Palmae, da classe Monocotyledones, com estames perigínicos.

## Espécies
- Mauritia carana
- Mauritia flexuosa

A principal espécie é Mauritia flexuosa, conhecida popularmente como buriti.